# Zortman
Zortman est une census-designated place de l'État américain du Montana, située dans le comté de Phillips. Selon le recensement de 2010, sa population est de 69 habitants.